# PGC 94203
LEDA/PGC 94203 ist eine Galaxie im Sternbild Großer Bär am Nordsternhimmel, die ist schätzungsweise 758 Millionen Lichtjahre von der Milchstraße entfernt. Im selben Himmelsareal befinden sich u. a. die Galaxien NGC 3737, NGC 3738, NGC 3759, IC 2943.